# Obergefell mot Hodges

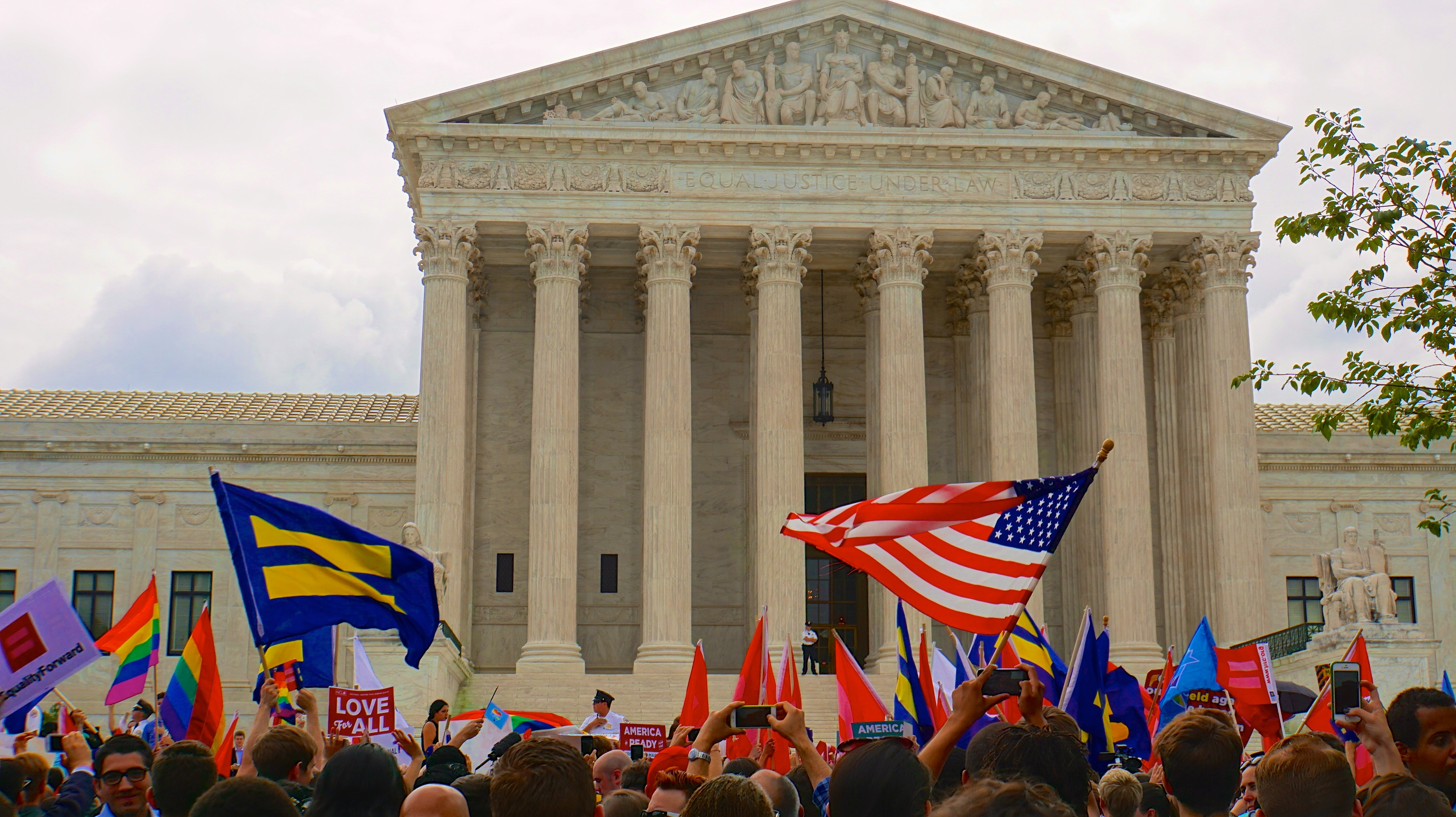
Folk som är för samkönade äktenskap firar domstolens beslut framför USA:s högsta domstol

Obergefell mot Hodges (engelska Obergefell v. Hodges) är det domslut i USA:s högsta domstol som 2015 fastslog att samkönade par har grundlagsskyddad rätt att gifta sig.

## Bakgrund
Beslutet Obergefell mot Hodges baserar sig på ett annat beslut, Förenta staterna mot Windsor (2013), som fastslog att samkönade par hade rätten till federala bidrag så långt som de var gifta. Årets 2013 beslut upphävde också kongressens Defense of Marriage Act som högsta domstolen ansåg att vara olagligt.

## Högsta domstolens beslut
Domstolen grundade sitt beslut på rätten till likhet inför lagen som garanteras av USA:s grundlags 14:e tillägget. Detta betyder att alla delstater måste erkänna samkönade äktenskap även om de skulle vara olagliga i delstaten i frågan. Av de 9 ledamöterna anmälde 4 avvikande mening. Högsta domstolen offentliggjorde sitt beslut den 26 juni 2015.
Frågor som högsta domstolen försökte svara på var 1) kräver det 14:e tillägget delstater att legalisera äktenskapet mellan två personer av samma kön, och 2) kräver det 14:e tillägget delstater att erkänna samkönade äktenskap också i sådana fall då äktenskapet har ingått i en annan delstat?
Röster i högsta domstolen fördelade sig på ett följande sätt:
| För                 | Emot            |
| ------------------- | --------------- |
| Anthony Kennedy     | John Roberts    |
| Ruth Bader Ginsburg | Antonin Scalia  |
| Stephen Breyer      | Clarence Thomas |
| Sonia Sotomayor     | Samuel Alito    |
| Elena Kagan         |                 |

## Efter beslutet
I december 2022 godkände USA:s representanthus ett lagförslag som skulle kodifiera rätten till samkönat äktenskap i lagen.